# Massage Practitioner
A Nait The or Massage Practitioner (burmesisk: အနှိပ်သည်) en komediefilm fra Burma udgivet i 14. november 1922.

## Medvirkende
- Par Gyi
- Khin Khin Nu

## Eksterne Henvisninger
- Artiklen har ingen egenskaber for filmdatabaser i Wikidata

| Film | Spire Denne filmartikel er en spire som bør udbygges. Du er velkommen til at hjælpe Wikipedia ved at udvide den. |